# Mitchell Kummen
Mitchell Kummen (Winnipeg, 18 luglio 1999) è un attore canadese.

## Biografia
Mitchell Kummen è nato il 18 luglio 1999 a Winnipeg, Manitoba, Canada..
Ha esordito come attore nel 2010 in un episodio della serie Less Than Kind. In seguito ha recitato in diverse serie televisive tra le quali 
Shattered, R. L. Stine's The Haunting Hour, Time Tremors, The Tomorrow People, Quando chiama il cuore, Detective McLean e Aftermath.
Ha lavorato anche per il cinema recitando nei film Goon (2011), per altro non accreditato, Horns (2013), Il piccolo aiutante di Babbo Natale (2015) ed Interrogation - Colpo esplosivo (2016).

## Filmografia

### Cinema
- Goon, regia di Michael Dowse (2011) non accreditato
- Passionflower, regia di Shelagh Carter (2011)
- Sea Legs, regia di Rebecca Gibson - cortometraggio (2013)
- Horns, regia di Alexandre Aja (2013)
- Wings of the Dragon, regia di Dimitri Logothetis (2014)
- Il piccolo aiutante di Babbo Natale (Santa's Little Helper), regia di Gil Junger (2015)
- Interrogation - Colpo esplosivo (Interrogation), regia di Stephen Reynolds (2016)
- Lit, regia di Brock Burnett - cortometraggio (2019)
- The Sherman Oaks Haunting, regia di Matthan Harris - cortometraggio (2020)

### Televisione
- Less Than Kind – serie TV, 1 episodio (2010)
- Keep Your Head Up, Kid: The Don Cherry Story, regia di Jeff Woolnough – miniserie TV (2010)
- Shattered – serie TV, 2 episodi (2010)
- Un Natale fortunato (Lucky Christmas), regia di Gary Yates – film TV (2011)
- R. L. Stine's The Haunting Hour – serie TV, 2 episodi (2012)
- Jack, regia di Jeff Woolnough – film TV (2013)
- Time Tremors – serie TV, 7 episodi (2013)
- The Tomorrow People – serie TV, 3 episodi (2013-2014)
- Quando chiama il cuore (When Calls the Heart) – serie TV, 11 episodi (2014-2015)
- UnREAL – serie TV, 1 episodio (2015)
- Detective McLean – serie TV, 10 episodi (2015)
- Minority Report – miniserie TV, 1 episodio (2015)
- Legends of Tomorrow – serie TV, 2 episodi (2016)
- Motive – serie TV, 1 episodio (2016)
- Una vita da star (Summer of Dreams), regia di Mike Rohl – film TV (2016)
- Aftermath – serie TV, 4 episodi (2016)
- iZombie – serie TV, 1 episodio (2018)
- Wedding of Dreams, regia di Pat Williams – film TV (2018)

#### Doppiatore
- Time Tremors (2013) videogioco
- World Trigger – serie TV, 10 episodi (2015-2016)

## Doppiatori italiani
Nelle versioni in italiano delle opere in cui ha recitato, Mitchell Kummen è stato doppiato da:
- Tito Marteddu in The Tomorrow People (ep. 4), iZombie
- Andrea Di Maggio in The Tomorrow People (ep. 11-12)
- Mattia Fabiano in Quando chiama il cuore
- Arturo Valli in Un natale fortunato
- Manuel Meli in Detective McLean

## Riconoscimenti
- 2012 – ACTRA Awards[2]
  - Nomination Miglior performance di un artista maschile per Un Natale fortunato

- 2014 – Joey Awards[2]
  - Young Ensemble Cast in a Dramatic Series per Quando chiama il cuore (con Logan Williams, Gracyn Shinyei, Darius Zaviceanu, Katelyn Mager, Lizzie Boys, Mamie Laverock, Sean Michael Kyer, Will Verchere-Gopaulsingh, Lilah Fitzgerald, Sarah Boey, Connor Stanhope, Ty Wood, Rachel Pawluk, Kiefer O'Reilly, Kadence Kendall Roach, Tanner Saunders e Paris Abbott) (vinto ex aequo con The Killing)
  - Young Actor Age 10-19 in a TV Series Drama Leading Role per Quando chiama il cuore
  - Young Actor Age 16-19 in a TV Series Drama or Comedy Guest Starring or Principal Role per The Tomorrow People
  - Young Actor in a Lead or supporting Web based series per Time Tremors

- 2015 – Joey Awards[2]
  - Young Actor Age 12 to 16 Feature Film Supporting Role per Horns
  - Best Young Ensemble Feature Film per Horns (con Erik McNamee, Dylan Schmid, Laine MacNeil, Sabrina Carpenter e Jared Ager-Foster)

- 2021 – New Jersey Film Awards
  - Nomination Best Ensemble per Lit (con Ashton Arbab, Eden McCoy ed Alexis Jayde Burnett)